# Visegrádi béke
A Visegrádi béke Visegrádon 1335. november 1. körül tartott csúcstalálkozón egyidőben megkötött béke a Német Lovagrend és Lengyelország valamint Litvánia között.
A királytalálkozó célja a Habsburgok megerősödése elleni szövetség volt, s ezért a cseh királyt és Lengyelországot ki akarták békíteni. A csehek ugyanis a német lovagrenddel közösen az utóbbi években több hadjáratot vezettek lengyel területekre. A találkozón jelen voltak a Német Lovagrend megbízottjai és a nagymester Dietrich altenburgi várgróf, valamint Gediminas litván uralkodó küldöttei. A rendi küldöttséget már az előző nagymester Luther braunschweigi herceg megszervezte, de utódja vezette Magyarországra.

A lovagrend és Lengyelország 1331-32-es háborúját, valamint a litvánok ellen folytatott hadjáratot lezáró békét is kötöttek, amelynek értelmében Károly Róbert indítványozására visszaadták a lengyeleknek az elfoglalt Kujawyt és Dobrzyńt (Dobrin), de ez utóbbi terület még fog cserélni gazdát a későbbiekben. Emellé kötelezték a lovagokat tízezer forint hadkárpótlás kifizetésére. A kötelezettséget még XII. Benedek pápa is külön kirótta.
Az addig a lovagrenddel szövetségi Csehországgal szembekerültek, mert a tárgyaláskor IV. (Bajor) Lajos segítségét kérték, aki IV. (Luxemburgi) Károly cseh király (Luxemburgi Zsigmond magyar-német uralkodó édesapja) ellensége volt.
A harcoknak azonban nem vetett ez véget a lengyelek és a német lovagok között. Ugyan sor került egy újabb szerződésre, az 1343-as kaliszi békére, de sem az összecsapásokat, sem az egyre élezettebb viszályt nem tudta elsimítani.

Ezt megelőzően János cseh király is közbenjárt 1337-ben a rendnél, akik így visszaadták a lengyeleknek a kujáviai országrészt, cserébe Ulászló elismerte a Szilézia feletti cseh fennhatóságot.